# Zapotitla, Yahualica
Zapotitla är en ort i Mexiko.   Den ligger i kommunen Yahualica och delstaten Hidalgo, i den sydöstra delen av landet, 180 km norr om huvudstaden Mexico City. Zapotitla ligger 353 meter över havet och antalet invånare är 181.
Terrängen runt Zapotitla är kuperad. Runt Zapotitla är det ganska tätbefolkat, med 100 invånare per kvadratkilometer. Närmaste större samhälle är Xochiatipan de Castillo, 11,5 km sydost om Zapotitla. I omgivningarna runt Zapotitla växer huvudsakligen savannskog.